# Lâg
Pour les articles homonymes, voir Lag.
Lâg est un fabricant de guitares français originaire de la région Occitanie, créé en 1981.

## Histoire

### Création
En 1978, un musicien de rock progressif, Michel Chavarria, guitariste, chanteur et compositeur du groupe toulousain Madrigal, passionné de design, de peinture et du travail du bois, décide avec un ami d'université, Daniel Delfour, de créer un atelier de lutherie. L'objectif est de réparer, régler, transformer et fabriquer tout modèle de guitare acoustique, classique et électrique.
Un atelier est alors créé au 15 de la rue Laganne à Toulouse, dans l'ancien atelier de tapisserie sur meubles du grand-père de Michel Chavarria. Lag est le nom de jeune fille de la mère de Michel Chavarria et également le diminutif du nom de la rue Laganne.
Peu à peu, Michel Chavarria commence à dessiner les esquisses des premières Lag, puis à créer à partir de 1981 quelques guitares en nombre très limité.
Des musiciens locaux, suivis par quelques grand noms de la musique (Renaud, Cliff Williams) vont s'équiper avec ses premiers modèles. Rapidement, des magasins français mettent en vente des guitares Lâg.

### Développement
L'atelier des débuts devient alors insuffisant pour répondre à la production et l'entreprise déménage une première fois en 1983, car les guitares Lâg commencent à se vendre à l'étranger, et de plus en plus de guitaristes célèbres comme Jean-Jacques Goldman, Michael Jones, Phil Campbell (Motörhead) ou encore Keziah Jones et d’artistes comme Neil Diamond achètent des modèles sur mesure.
En 1992, un nouveau déménagement est nécessaire, et c'est à Bédarieux dans l'Hérault que Michel Chavarria va construire une nouvelle usine Lâg, dans laquelle la production se mécanise partiellement pour répondre à la demande croissante.
En 2002, Lâg est racheté par Algam, le premier distributeur européen d’instruments de musique basé à Thouaré-sur-Loire dans la banlieue est de Nantes. C'est au sein de ce groupe que Lâg acquiert une dimension internationale.
2007 voit la sortie du modèle « Roxane anniversary 25th » : ce modèle montre l'apogée de la marque, en effet le choix des matériaux et la qualité de finition en font très certainement la série la plus prestigieuse de la marque. 

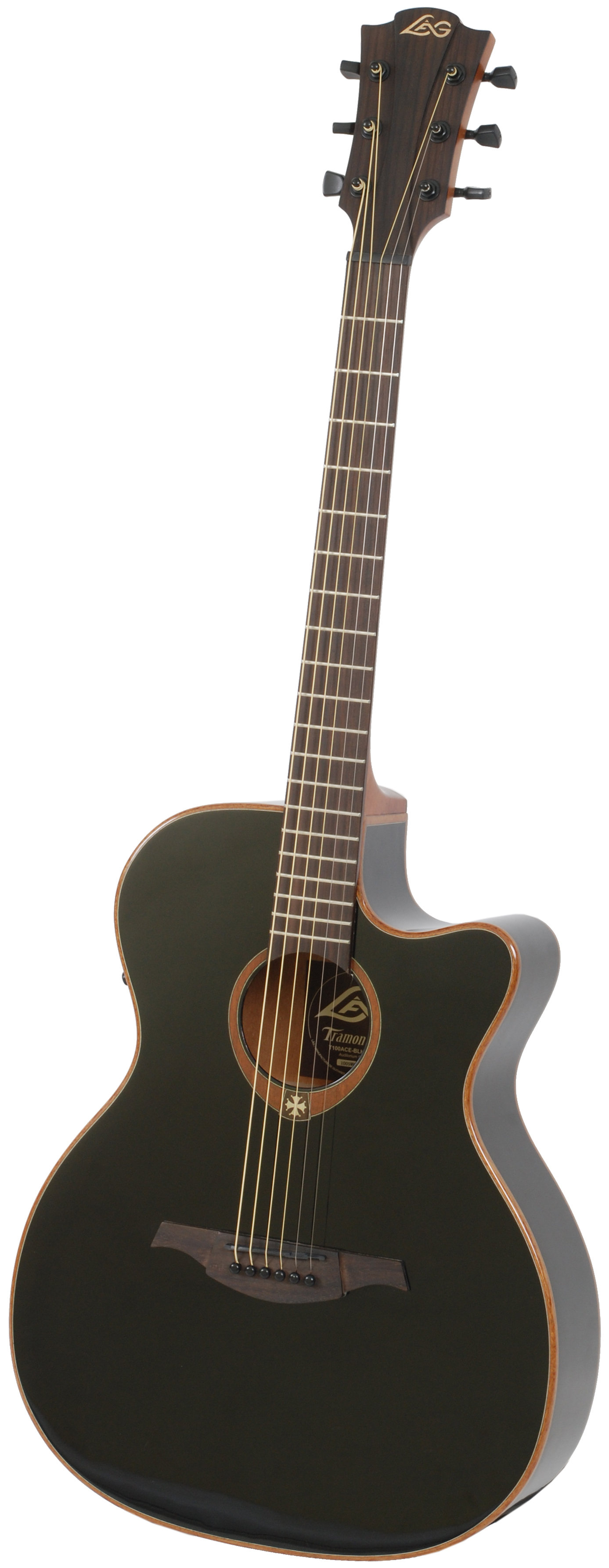
La guitare folk électro-acoustique Tramontane T100.

Entre-temps, l'entreprise va créer deux nouvelles usines en Chine pour réaliser des modèles à moindre coût "entrée de gamme" et en Corée du Sud "milieu de gamme", tout en continuant la production de guitares « haut de gamme » sur le site de Bédarieux et en particulier les guitares sur mesure.
Le fabricant reçoit même plusieurs récompenses notamment pour la qualité de ses guitares acoustiques : « Guitare acoustique de l'année » en 2010, 2011 et 2012 lors du salon de la musique du NAMM Show.
À la Musikmesse de Francfort d'avril 2013, Lâg Guitars présente une nouvelle gamme de guitares électriques, les Roxane Racing, dont le design et les finitions se distinguent des modèles standards de guitares électriques et rappellent les voitures de course du XXe siècle,. Sa production est intégralement réalisée au Custom Shop de Bédarieux.
En 2013 sont lancées les Occitania, guitares classiques à la forme traditionnelle au design soigné. On y retrouve notamment la croix occitane. Les Occitania sont divisées en trois séries : les 66, les 300 et les 400.

### Lâg aujourd'hui
En juin 2016, l'usine Lâg de Bédarieux est délocalisée dans les locaux d'Algam à Thouaré-sur-Loire, en Loire-Atlantique. À cette occasion, l'usine triple de superficie pour atteindre 10 000 m2. Le patron d'Algam a également précisé que la production de guitares acoustiques allait augmenter, passant de 250 guitares par an à 1 250 environ, sans préciser de dates quant à cet objectif. La marque s'introduira aussi à cette occasion sur le haut de gamme en acoustique, marché qu'elle n'occupe pas pour l'instant. Depuis ce déménagement, Michel Chavarria (renommé par la nouvelle direction Michel Lâg) ne semble plus faire partie de la société, il n'est pas présent sur le nouveau site et est absent lors des salons, ce qui semble entériner une rupture avec le passé de la marque[pas clair].
En janvier 2017 Algam, propriétaire de la marque, annonce au NAMM show de Los Angeles son rapprochement avec le luthier Maurice Dupont (un des meilleurs ouvriers de France en 1989) pour créer une marque de prestige de guitares acoustiques et électroacoustiques 100% française : Lâg & Dupont.